# Coleophora peralba
Coleophora peralba é uma espécie de mariposa do gênero Coleophora pertencente à família Coleophoridae.